# Kōjirō Shiraishi

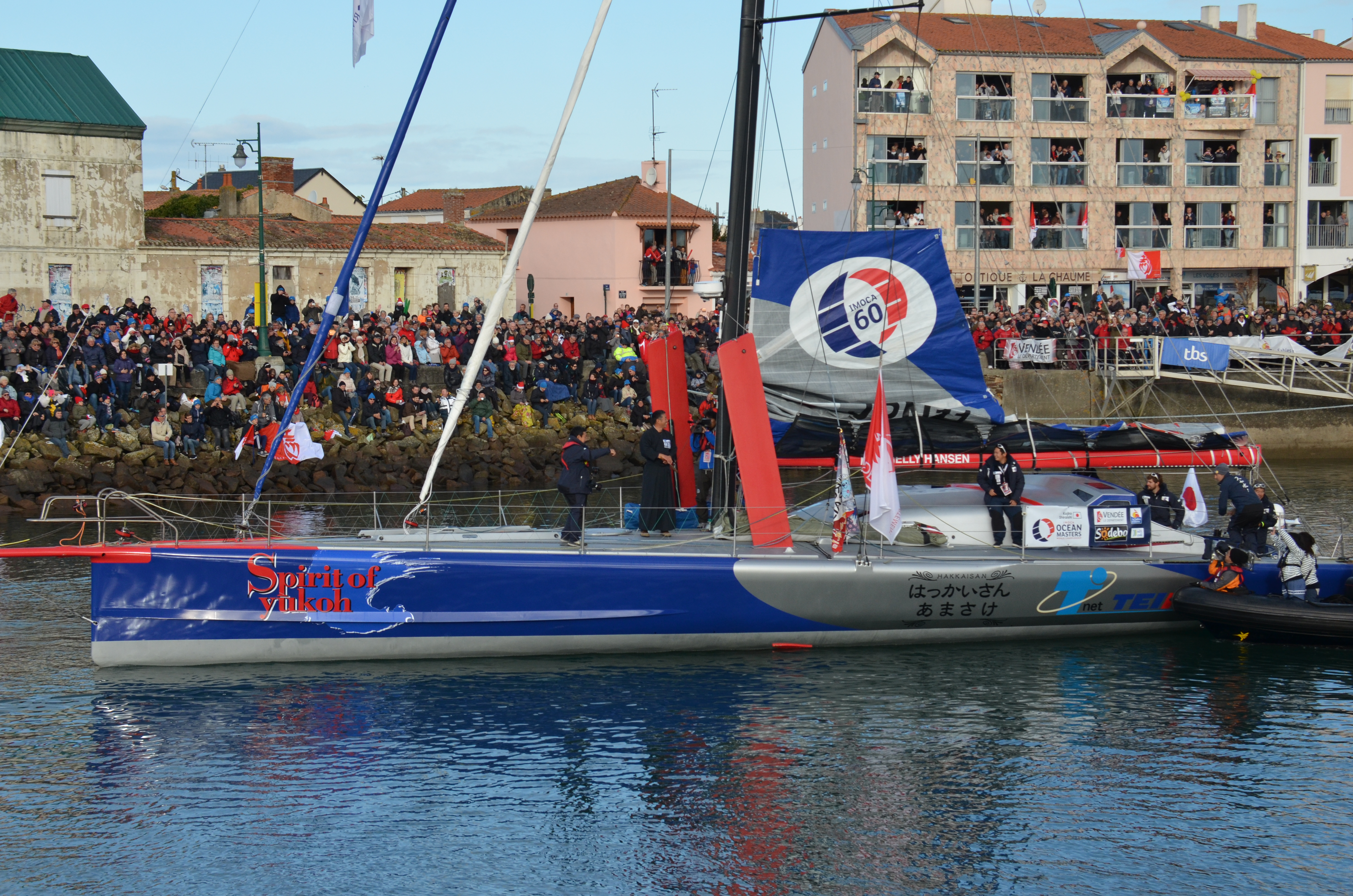
Kōjirō Shiraishi na starcie Vendée Globe 2016

Kōjirō Shiraishi (jap. 白石 康次郎 Shiraishi Kōjirō; ur. 8 maja 1967 w Tokio) – japoński żeglarz sportowy. Od 1994 roku należy do niego rekord najmłodszego żeglarza, który opłynął samotnie świat bez zawijania do portów. 176 dniowy rejs ukończył mając 26 lat.

## Biografia
Urodził się w Tokio i dorastał w Kamakura.
| Rok  | Opis                                                        | Nagradzający                                               |
| ---- | ----------------------------------------------------------- | ---------------------------------------------------------- |
| 1999 | Shizuoka New Century Creation Festival (kategoria sportowa) | Minister ds. Ziemi, Infrastruktury, Transportu i Turystyki |
| 2007 | Kanazawa Ward Honor Award                                   | Prefektura Kanagawa                                        |
| 2013 | Yellow Ribbon Award (Najlepszy Ojciec)                      |                                                            |
| 2017 | Hodo Station Award                                          | Big Sports                                                 |

## Regaty
W swoim pierwszym wyścigu dookoła świata wystartował w 2002 roku. Podczas Around Alone, gdzie zajął 4. miejsce (Class40), a następnie w VELUX 5 Oceans Race w 2006 r., gdzie zajął 2. miejsce (IMOCA).
Wziął udział w VELUX 5 Oceans Race edycji 2006/2007 na swojej łodzi Spirit of Yukoh i zajął 2. miejsce, pokonując znanych żeglarzy, takich jak Sir Robin Knox-Johnston i Mike Golding.
Był pierwszym żeglarzem z Azji, który wziął udział w Vendée Globe w 2016 roku, ale wycofał się z wyścigu po utracie masztu w Kapsztadzie w RPA.
Ponownie wystartował w regatach Vendée Globe w edycji 2020-2021, zostając pierwszym azjatyckim żeglarzem, który ukończył wyścig. Zajęło mu to 94d 21h 32m 56s, chociaż 14 listopada doszło do poważnych uszkodzeń grota, to nie przewał go i ukończył wyścig.